# I Did It (DJ Khaled)
I Did It è un singolo del DJ statunitense DJ Khaled, pubblicato il 1º giugno 2021 come quinto estratto dal dodicesimo album in studio Khaled Khaled.

## Descrizione
Il brano, che vede la partecipazione dei rapper statunitensi Post Malone, Megan Thee Stallion, Lil Baby e DaBaby, è stato scritto dagli interpreti e prodotto da DJ Khaled e Joe Dada Zarrillo e campiona il singolo del 1971 dei Derek and the Dominos Layla.

## Video musicale
Il video musicale è stato pubblicato il 27 maggio 2021 sul canale YouTube di DJ Khaled. All'inizio del video, Megan Thee Stallion atterra nel cortile di DJ Khaled con un paracadute, mentre DJ Khaled parla con Lil Baby e infine i due raggiungono DaBaby a una festa in piscina. Post Malone non appare nel video.

## Tracce
Testi e musiche di Khaled Khaled, Austin Post, Megan Pete, Dominique Jones, Jonathan Kirk, Brittany Coney, Denisa Andrews, Joseph Zarrillo, Omed Rozbayani, Eric Clapton e James Gordon.
1. I Did It (feat. Post Malone, Megan Thee Stallion, Lil Baby & DaBaby) – 2:45

## Formazione
- DJ Khaled – voce, produzione
- Post Malone – voce aggiuntiva
- Megan Thee Stallion – voce aggiuntiva
- Lil Baby – voce aggiuntiva
- DaBaby – voce aggiuntiva
- Joe Dada Zarrillo – produzione
- Anthony Vilchis – assistenza all'ingegneria del suono
- Dave Huffman – assistenza all'ingegneria del suono
- Jeremy Inhaber – assistenza all'ingegneria del suono
- Zach Pereyra – assistenza all'ingegneria del suono
- Chris Athens – mastering
- Mike Dean – mastering, missaggio
- Chris Galland – missaggio
- Manny Marroquin – missaggio
- Juan Peña – registrazione
- Mattazik Muzik – registrazione
- Nick Mac – registrazione

## Classifiche
| Classifica (2021) | Posizione massima |
| ----------------- | ----------------- |
| Canada            | 22                |
| Irlanda           | 48                |
| Lituania          | 78                |
| Norvegia          | 39                |
| Portogallo        | 106               |
| Regno Unito       | 53                |
| Romania           | 76                |
| Stati Uniti       | 43                |
| Svezia            | 50                |
| Svizzera          | 81                |